# José Quintana
José Guillermo Quintana, född den 24 januari 1989 i Arjona, är en colombiansk professionell basebollspelare som spelar för St. Louis Cardinals i Major League Baseball (MLB). Quintana är vänsterhänt pitcher.
Quintana har tidigare spelat för Chicago White Sox (2012–2017), Chicago Cubs (2017–2020), Los Angeles Angels (2021), San Francisco Giants (2021) och Pittsburgh Pirates (2022). Han har tagits ut till MLB:s all star-match en gång.
När Quintana spelade i Minor League Baseball 2007 blev han avstängd i 50 matcher efter att ha testat positivt i ett dopningstest.
Quintana representerade Colombia vid World Baseball Classic 2017.